# غزو المغول لسلالة جين الصينية
غزو المغول لسلالة جين الصينية، المعروفة أيضًا باسم الحرب المغولية على سلالة جين التي وقعت بين الإمبراطورية المغولية وسلالة جين الحاكمة بقيادة شعب الجورشن في منطقة منشوريا وشمال الصين. استمرت الحرب، التي بدأت عام 1211، أكثر من 23 عامًا، وانتهت بإخضاع المغول لكامل سلالة جين عام 1234.

## خلفية
جمع حكام شعب الجورشن -من سلالة جين- الجزيةَ من بعض القبائل البدوية التي كانت تعيش في مناطق السهول وحرضوهم على التناحر فيما بينهم. عندما وُحّد المغول، في عهد خابول خان في القرن الثاني عشر، شجع الجورشن التتارَ على تدميرهم، إلّا أن المغول قد تمكنوا من طرد قوات جين من أراضيهم. ألقى التتار في نهاية المطاف القبض على خليفة خابول، أمباغاي خان، وسلموه إلى المحكمة الإمبراطورية لجين. أمر الإمبراطور زيزونج من سلالة جين الحاكمة بإعدام أمباغاي صلبًا (بتسميره بقطعة خشبية). قامت سلالة جين الحاكمة بحملات عقابية منتظمة ضد المغول الرحّل، إمّا من خلال استعبادهم أو قتلهم.
وصل في عام 1210 وفدٌ إلى محكمة جنكيز خان (الذي حكم بين عامي 1206 و1227)، لإعلان ارتقاء وانيان يونغجي إلى عرش جين، وطالب المغول بالانضمام إلى مملكة جين كدولة تابعة. ادعى الجورشين السيادة على جميع قبائل السهول المغولية، وذلك بعد هزيمتهم للبدو الأقوياء المتحالفين، وبعد تحالفهم مع القرويين والتتار. انشق مسؤولو المحكمة العيا في حكومة مملكة جين وانضموا إلى قوات المغول، وحثّوا جنكيز خان على مهاجمة المملكة، الأمر الذي رفضه جنكيز خان خوفًا من الوقوع في فخ ما أو في أي مخطط شائن آخر. قام جنكيز خان، بعد استلامه أمرَ إعلان الولاء للإمبراطور الجورشي، بالتوجه نحو الجنوب والبصق على الأرض، امتطى بعدها جواده وانطلق نحو الشمال، تاركًا الرسول المذهول مختنقًا بغبار حوافر الخيل. كان تحدي جنكيز خان لمبعوثي جين بمثابة إعلان حرب بين المغول والجورشن. استدعى جنكيز خان، بعد عودته إلى نهر كيرلين في بداية عام 1211، مجلس كورولتاي العسكري. بعد تنظيم مناقشة طويلة في المجلس ضُمّن جميع أفراد المجتمع في العملية. صلّى جنكيز خان لوحده على جبل قريب، خلع قبعته وحزامه، وانحنى أمام السماء الأبدية (الإله تنكري)، وروى لها حكاية أجيالٍ من المظالم التي تعرض لها شعبه من قبل الجورشن، وتحدث بتفصيل عن تعذيب أسلافه وقتلهم. وأوضح أنه لم يسعَ لخوض هذه الحرب ضد الجورشن. في فجر اليوم الرابع، خرج جنكيز خان بقراره، معلنًا «لقد وعدتنا السماء الزرقاء الخالدة بالنصر والانتقام».
أرسل وانيان يونغجي، الغاضب من رد فعل جنكيز خان على مراسلاته، رسالة إلى خان مفادها: «إمبراطوريتنا بوسع البحر، أما إمبراطوريتك فليست سوى حفنة من الرمال، فكيف لنا أن نهابك؟». 

## الفتح المغولي بقيادة جنكيز خان
عند بدء عملية غزو إمبراطورية شيا الغربية بقيادة شعب التانغوت، وقعت غارات متعددة بين عامي 1207 و1209. عندما غزا المغول منطقة جين عام 1211، دعم آلا كوش، قائد قبائل الأونغوت، جنكيز خان، وأطلعه على طريق آمن يصل إلى معقل مملكة سلالة الجين. كانت معركة يولنغ، التي وقعت عند ممر جبلي في مدينة تشانغجياكو الصينية عام 1211، أول المعارك بين الإمبراطورية المغولية وسلالة الجين. هناك، ارتكب وانيان جيوجين، القائد الميداني لقوات سلالة الجين، خطًأ تكتيكيًا، تمثل بعدم مهاجمة قوات المغول في أول فرصة له. بدلًا من ذلك، أرسل جيوجين شيمو مينجان كرسول إلى المغول، فما كان منه إلّا أن انشق فور وصوله إلى صفوف جيش المغول، وأخبر جنكيز خان بخطة جيش سلالة الجين المتمثلة بالانتظار على الجانب الآخر من الممر. ذبح المغول في معركة يولنغ الآلاف من قوات سلالة جين. تعلم المغول، في مرحلة مبكرة من عمر إمبراطوريتهم، القتال دائمًا أثناء التنقل. اعتادوا على المرور عبر المدن وسحب خصومهم بعيدًا عن حيواناتهم، وعند وقوع الخصوم في فخهم، كانوا يقتلونهم ويأخذون حيواناتهم. بينما كان جنكيز خان متجهًا نحو الجنوب، سافر قائد جيشه، جبه نويان، إلى الشرق نحو منطقة منشوريا، واستولى على مدينة موكدين (التي تُعرف اليوم باسم شنيانغ). أُصيب جنكيز خان، في عام 1212، وبعد عودة المغول من رحلة الاستجمام في المناطق الحدودية بين السهول وصحراء جوبي، بسهم في ركبته. أعلن زعيم شعب الخيتان، ليو كي، ولاءه لجنكيز خان عام 1212، وحرر منطقة منشوريا من سلطة سلالة الجن.
عندما حاصر الجيش المغولي العاصمة المركزية لسلالة جين، تشونغدو (التي تعرف اليوم باسم «بكين»)، في عام 1213، جمع لي ينغ ولي شيونغ وآخرون من قادة جيش سلالة جين ميليشيا مكونة من أكثر من 10 آلاف رجلٍ، وتمكنوا من إلحاق العديد من الهزائم بجيش المغول. ردًا على ذلك، تمكن المغول من تدمير جيوش سلالة الجين التي يبلغ تعداد كل منها على حدة مئات الآلاف من الجنود، ومن عبور ممر جويونج وخندق تشيجينغ بحلول شهر نوفمبر من عام 1213. نهبت قوات المغول، من عام 1213 وحتى بداية عام 1214، كامل مناطق سهل شمال الصين، وتمكن جنكيز خان بحلول عام 1214 من محاصرة بلاط الخان الذهبي في تشونغدو. قتل قائد الجيش، جين هوشهاو، الإمبراطور وانيان يونغجي وتوّج ابن أخ يونغجي إمبراطورًا على سلالة الجن. وافق أعضاء حكومة سلالة جين، بعد أن تمكن الجيش المغولي من محاصرة تشونغدو، على أن تصبح مملكتهم دولةً تابعةً للإمبراطورية المغولية بشكل مؤقت، وعلى تقديم أميرة جورشن لجنكيز خان. أراد لي ينغ استغلال قواته (التي زاد عددها إلى عدة عشرات من الآلاف)، بعد أن انسحبت جيوش المغول عام 1214 معتقدين بأن الحرب قد انتهت بعد تنازل الجورشين، في نصب كمين لقوات المغول. وقف حاكم سلالة الجين، الإمبراطور أيزونج، ضد اقتراح لي ينغ، لأنّه خشي الإساءة للمغول مرة أخرى. قرر الإمبراطور إيزونج مع قائد الجيش زوهو جاوكي، بعد ذلك، نقل العاصمة باتجاه الجنوب إلى كايفينغ، على الرغم من إبداء العديد من قادة الإمبراطورية رفضهم لهذا القرار، بمن فيهم لي ينغ. انتقلت إمبراطورية سلالة الجين منذ ذلك الحين، إلى حالة الدفاع، إلى أن سقطت عاصمتها تشونغدو بيد المغول عام 1215.